# Nicole Kaiser
Nicole „Nici“ Haminger (* 29. Oktober 1994 als Nicole Kaiser) ist eine österreichische Judoka und dreifache österreichische Staatsmeisterin bis 48 kg. Seit dem 11. Dezember 2011 trägt sie den 1. Dan.

## Biografie
Kaiser begann ihre Judolauf beim UJZ Mühlviertel Sektion St. Martin i.M. in 2001.
In der Altersklasse der Jugend sicherte sie sich zwei Mal, in der Altersklasse Junioren vier Mal und in der Altersklasse U23 zwei Mal den österreichischen Meistertitel. Im Jahr 2011 wurde sie zum ersten Mal Staatsmeister. Diesen Titel konnte sie auch in den Jahren 2013 und 2014 wieder gewinnen.
Nach Abschluss der Matura trat sie dem Österreichischen Bundesheer als Heeressportlerin bei. Wenige Wochen später feierte Kaiser den größten Erfolg ihrer Karriere. Sie gewann das Europa Cup Turnier in Bratislava. Sie beendete nach einer Knieverletzung beim U21-EC 2014 in Berlin ihre aktive Laufbahn.
Sie arbeitet als Lehrerin an der HAK HLW Kirchdorf.

## Privates
Ihre Schwester Katharina Kaiser belegte Platz 3 in 2010 und Platz 2 in 2011 bei österreichischen Staatsmeisterschaften.
2023 heiratet Kaiser Thomas Haminger (LZ Wels).

## Erfolge (Auswahl)

### Europa Cup
- 2013 Bratislava: 1. Platz

### Staatsmeisterschaften
- 2014 Gmunden: 1. Platz
- 2013 Leibnitz: 1. Platz
- 2012 Straßwalchen: 2. Platz
- 2011 Hard: 1. Platz